# Daníel Leó Grétarsson
Daníel Leó Grétarsson (Keflavík, 2 ottobre 1995) è un calciatore islandese, difensore del SønderjyskE.

## Caratteristiche tecniche
È un terzino sinistro, ma all'occorrenza può essere impiegato anche come esterno di centrocampo.

## Carriera

### Club

#### Grindavík
Grétarsson ha cominciato la carriera con la maglia del Grindavík, formazione per cui ha debuttato nell'Úrvalsdeild in data 24 maggio 2012, sostituendo Gavin Morrison nel pareggio per 3-3 sul campo del Selfoss. Il 16 luglio successivo ha realizzato la prima rete nella massima divisione islandese, nella sconfitta per 2-1 in casa del Fylkir. Al termine del campionato 2012, il Grindavík è retrocesso. Grétarsson è rimasto in squadra per altre due stagioni, totalizzando complessivamente 49 presenze e 5 reti in campionato.

#### Aalesund
Il 22 settembre 2014, i norvegesi dell'Aalesund hanno annunciato sul proprio sito internet che Grétarsson si stava allenando con il resto della squadra, nell'ottica di un possibile trasferimento. Il 12 novembre successivo, l'Aalesund ha comunicato l'ingaggio del terzino, che ha firmato un contratto triennale valido a partire dal 1º gennaio 2015, data della riapertura del calciomercato locale. Ha esordito in squadra in data 6 aprile 2015, schierato titolare nella prima partita dell'Eliteserien, persa per 5-0 sul campo del Rosenborg. Ha chiuso la prima stagione in squadra totalizzando 10 presenze, tra campionato e coppa.
Il 17 aprile 2017 ha trovato il primo gol in squadra, nel 3-1 inflitto al Lillestrøm. Il 13 giugno successivo ha rinnovato il contratto che lo legava all'Aalesund fino al 31 dicembre 2020. Al termine del campionato 2017, l'Aalesund è retrocesso in 1. divisjon.

#### Blackpool
Il 5 ottobre 2020 è passato a titolo definitivo agli inglesi del Blackpool, a cui si è legato con un contratto biennale.

#### Śląsk Breslavia
Il 27 gennaio 2022 viene acquistato dallo Śląsk Breslavia.

### Nazionale
Grétarsson ha giocato 10 partite per l'Islanda under 19, senza mai andare a segno. Il 3 giugno 2015 è stato convocato dall'Islanda under 21 in vista della partita contro la Macedonia che si sarebbe disputata l'11 giugno successivo e valida per le qualificazioni al campionato europeo di categoria del 2017. Grétarsson è stato schierato titolare nello stesso incontro, vinto dalla sua squadra con il punteggio di 3-0.

## Statistiche

### Presenze e reti nei club
Statistiche aggiornate al 5 ottobre 2020.
| Stagione         | Club             | Campionato       | Campionato | Campionato | Coppe nazionali | Coppe nazionali | Coppe nazionali | Coppe continentali | Coppe continentali | Coppe continentali | Supercoppe | Supercoppe | Supercoppe | Totale | Totale |
| Stagione         | Club             | Comp             | Pres       | Reti       | Comp            | Pres            | Reti            | Comp               | Pres               | Reti               | Comp       | Pres       | Reti       | Pres   | Reti   |
| ---------------- | ---------------- | ---------------- | ---------- | ---------- | --------------- | --------------- | --------------- | ------------------ | ------------------ | ------------------ | ---------- | ---------- | ---------- | ------ | ------ |
| 2011             | Grindavík        | UD               | 0          | 0          | CI+CdL          | ?               | ?               | -                  | -                  | -                  | -          | -          | -          | 0+     | 0+     |
| 2012             | Grindavík        | UD               | 6          | 1          | CI+CdL          | ?               | ?               | -                  | -                  | -                  | -          | -          | -          | 6+     | 1+     |
| 2013             | Grindavík        | 1D               | 21         | 3          | CI+CdL          | ?               | ?               | -                  | -                  | -                  | -          | -          | -          | 21+    | 3+     |
| 2014             | Grindavík        | 1D               | 22         | 1          | CI+CdL          | ?               | ?               | -                  | -                  | -                  | -          | -          | -          | 22+    | 1+     |
| Totale Grindavík | Totale Grindavík | Totale Grindavík | 49         | 5          |                 | ?               | ?               |                    | -                  | -                  |            | -          | -          | 49+    | 5+     |
| 2015             | Aalesund         | ES               | 8          | 0          | CN              | 2               | 0               | -                  | -                  | -                  | -          | -          | -          | 10     | 0      |
| 2016             | Aalesund         | ES               | 12         | 0          | CN              | 2               | 0               | -                  | -                  | -                  | -          | -          | -          | 14     | 0      |
| 2017             | Aalesund         | ES               | 27         | 1          | CN              | 4               | 0               | -                  | -                  | -                  | -          | -          | -          | 31     | 1      |
| 2018             | Aalesund         | 1D               | 13+4       | 1+0        | CN              | 0               | 0               | -                  | -                  | -                  | -          | -          | -          | 17     | 1      |
| 2019             | Aalesund         | 1D               | 29         | 3          | CN              | 2               | 0               | -                  | -                  | -                  | -          | -          | -          | 31     | 3      |
| gen.-ott. 2020   | Aalesund         | ES               | 14         | 0          | -               | -               | -               | -                  | -                  | -                  | -          | -          | -          | 14     | 0      |
| Totale Aalesund  | Totale Aalesund  | Totale Aalesund  | 103+4      | 5+0        |                 | 10              | 0               |                    | -                  | -                  |            | -          | -          | 117    | 5      |
| ott. 2020-2021   | Blackpool        | FL1              | 0          | 0          | FACup+FLC       | 0               | 0               | -                  | -                  | -                  | -          | -          | -          | 0      | 0      |
| Totale           | Totale           | Totale           | 152+4      | 10         |                 | 10+             | 0+              |                    | -                  | -                  |            | -          | -          | 166+   | 10+    |

### Cronologia presenze e reti in nazionale
| Cronologia completa delle presenze e delle reti in nazionale ― Islanda | Cronologia completa delle presenze e delle reti in nazionale ― Islanda | Cronologia completa delle presenze e delle reti in nazionale ― Islanda | Cronologia completa delle presenze e delle reti in nazionale ― Islanda | Cronologia completa delle presenze e delle reti in nazionale ― Islanda | Cronologia completa delle presenze e delle reti in nazionale ― Islanda | Cronologia completa delle presenze e delle reti in nazionale ― Islanda | Cronologia completa delle presenze e delle reti in nazionale ― Islanda |
| Data                                                                   | Città                                                                  | In casa                                                                | Risultato                                                              | Ospiti                                                                 | Competizione                                                           | Reti                                                                   | Note                                                                   |
| ---------------------------------------------------------------------- | ---------------------------------------------------------------------- | ---------------------------------------------------------------------- | ---------------------------------------------------------------------- | ---------------------------------------------------------------------- | ---------------------------------------------------------------------- | ---------------------------------------------------------------------- | ---------------------------------------------------------------------- |
| 16-1-2020                                                              | Irvine                                                                 | Canada                                                                 | 0 – 1                                                                  | Islanda                                                                | Amichevole                                                             | -                                                                      |                                                                        |
| 8-10-2021                                                              | Reykjavík                                                              | Islanda                                                                | 1 – 1                                                                  | Armenia                                                                | Qual. Mondiali 2022                                                    | -                                                                      | 46’                                                                    |
| 11-10-2021                                                             | Reykjavík                                                              | Islanda                                                                | 4 – 0                                                                  | Liechtenstein                                                          | Qual. Mondiali 2022                                                    | -                                                                      | 32’                                                                    |
| 11-11-2021                                                             | Bucarest                                                               | Romania                                                                | 0 – 0                                                                  | Islanda                                                                | Qual. Mondiali 2022                                                    | -                                                                      |                                                                        |
| 14-11-2021                                                             | Skopje                                                                 | Macedonia del Nord                                                     | 2 – 1                                                                  | Islanda                                                                | Qual. Mondiali 2022                                                    | -                                                                      |                                                                        |
| 26-3-2022                                                              | Murcia                                                                 | Finlandia                                                              | 1 – 1                                                                  | Islanda                                                                | Amichevole                                                             | -                                                                      | 72’                                                                    |
| 29-3-2022                                                              | La Coruña                                                              | Spagna                                                                 | 5 – 0                                                                  | Islanda                                                                | Amichevole                                                             | -                                                                      |                                                                        |
| 2-6-2022                                                               | Haifa                                                                  | Israele                                                                | 2 – 2                                                                  | Islanda                                                                | UEFA Nations League 2022-2023 - 1º turno                               | -                                                                      |                                                                        |
| 6-6-2022                                                               | Reykjavík                                                              | Islanda                                                                | 1 – 1                                                                  | Albania                                                                | UEFA Nations League 2022-2023 - 1º turno                               | -                                                                      |                                                                        |
| 13-6-2022                                                              | Reykjavík                                                              | Islanda                                                                | 2 – 2                                                                  | Israele                                                                | Amichevole                                                             | -                                                                      |                                                                        |
| 27-9-2022                                                              | Tirana                                                                 | Albania                                                                | 1 – 1                                                                  | Islanda                                                                | UEFA Nations League 2022-2023 - 1º turno                               | -                                                                      | 13’                                                                    |
| 19-11-2022                                                             | Riga                                                                   | Lettonia                                                               | 0 – 0                                                                  | Islanda                                                                | Amichevole                                                             | -                                                                      |                                                                        |
| 23-3-2023                                                              | Zenica                                                                 | Bosnia ed Erzegovina                                                   | 3 – 0                                                                  | Islanda                                                                | Qual. Euro 2024                                                        | -                                                                      |                                                                        |
| 13-1-2024                                                              | Fort Lauderdale                                                        | Guatemala                                                              | 0 – 1                                                                  | Islanda                                                                | Amichevole                                                             | -                                                                      |                                                                        |
| 17-1-2024                                                              | Fort Lauderdale                                                        | Honduras                                                               | 0 – 2                                                                  | Islanda                                                                | Amichevole                                                             | -                                                                      |                                                                        |
| 21-3-2024                                                              | Budapest                                                               | Israele                                                                | 1 – 4                                                                  | Islanda                                                                | Qual. Euro 2024                                                        | -                                                                      |                                                                        |
| 26-3-2024                                                              | Breslavia                                                              | Ucraina                                                                | 2 – 1                                                                  | Islanda                                                                | Qual. Euro 2024                                                        | -                                                                      |                                                                        |
| 7-6-2024                                                               | Londra                                                                 | Inghilterra                                                            | 0 – 1                                                                  | Islanda                                                                | Amichevole                                                             | -                                                                      |                                                                        |
| 6-9-2024                                                               | Reykjavík                                                              | Islanda                                                                | 2 – 0                                                                  | Montenegro                                                             | UEFA Nations League 2024-2025 - 1º turno                               | -                                                                      |                                                                        |
| 9-9-2024                                                               | Smirne                                                                 | Turchia                                                                | 3 – 1                                                                  | Islanda                                                                | UEFA Nations League 2024-2025 - 1º turno                               | -                                                                      | 44’                                                                    |
| 11-10-2024                                                             | Reykjavík                                                              | Islanda                                                                | 2 – 2                                                                  | Galles                                                                 | UEFA Nations League 2024-2025 - 1º turno                               | -                                                                      |                                                                        |
| 14-10-2024                                                             | Reykjavík                                                              | Islanda                                                                | 2 – 4                                                                  | Turchia                                                                | UEFA Nations League 2024-2025 - 1º turno                               | -                                                                      |                                                                        |
| 6-6-2025                                                               | Glasgow                                                                | Scozia                                                                 | 1 – 3                                                                  | Islanda                                                                | Amichevole                                                             | -                                                                      | 46’                                                                    |
| 10-6-2025                                                              | Belfast                                                                | Irlanda del Nord                                                       | 1 – 0                                                                  | Islanda                                                                | Amichevole                                                             | -                                                                      | 62’                                                                    |
| Totale                                                                 |                                                                        | Presenze                                                               | 24                                                                     |                                                                        | Reti                                                                   | 0                                                                      |                                                                        |

## Palmarès

### Club

#### Competizioni nazionali
- 1. divisjon: 1

Aalesund: 2019
- 1. Division: 1

SønderjyskE: 2023-2024

### Nazionale
- Coppa del Baltico: 1

2022